# Jeremias Gotthelf
Jeremias Gotthelf é o pseudônimo de Albert Bitzius (Murten, Friburgo, 4 de outubro de 1797 - Lützelflüh, Berna, 22 de outubro de 1854), escritor suíço pertencente ao movimento literário alemão Biedermeier.

## Biografia
Bitzius nasceu em Murten, onde seu pai era pastor. A família Bitzius pertenceu ao patriciado de Berna, mas era conhecida por seus artesãos e pastores desde o século XVII. Em 1804, a casa da família foi transferida para Utzenstorf, uma vila no Emmental de Berna. Aqui o jovem Bitzius cresceu, recebendo sua educação precoce e convivendo com os meninos da aldeia, bem como ajudando seu pai no cultivo da lavoura. Em 1812 ele foi completar sua educação em Berna. Ele foi um membro fundador da Sociedade Estudantil Zofingia, a segunda fraternidade mais antiga da Suíça (fundada em 1819).
Em 1820 foi recebido como pastor. Em 1821 ele se matriculou por um ano na Universidade de Göttingen, mas voltou para casa em 1822 para atuar como assistente de seu pai. Com a morte de seu pai (1824), ele foi na mesma capacidade para Herzogenbuchsee e, mais tarde, para Berna (1829). No início de 1831 foi assistente do pastor idoso da aldeia de Lützelflüh, no Baixo Emmental (entre Langnau e Burgdorf), sendo logo eleito seu sucessor (1832) e casando-se com uma de suas netas, Henriette Zeender (1833).
Ele passou o resto de sua vida em Lützelflüh, onde morreu, deixando três filhos (o filho era pastor, as duas filhas se casaram com pastores). Durante a década de 1840, ele se opôs firmemente ao radicalismo e ao secularismo e colocou uma ênfase conservadora na piedade e na autoridade eclesiástica.  Há vidas de Bitzius por C. Manuel, na edição de Berlim das obras de Bitzius (Berlim, 1861), e por J. Ammann no vol. eu. (Berna, 1884) do Sammlung Bernischer Biographien.

## Escritos
Bitzius começou a escrever tarde na vida. Sua primeira obra, Der Bauernspiegel, oder die Lebensgeschichte des Jeremias Gotthelf, apareceu em 1837. Pretendia ser a vida de Jeremias Gotthelf, narrada por ele mesmo, e esse nome foi mais tarde adotado pelo autor como seu pseudônimo. Ele descreve o desenvolvimento de um menino órfão do interior, mas não é uma autobiografia. É uma imagem viva da vida da aldeia de Bernese (ou, estritamente falando, do Emmental), fiel à natureza, e não tentando encobrir seus defeitos e falhas. Está escrito (como o resto de suas obras) em alemão, mas contém expressões do dialeto bernês do emmental, embora Bitzius não fosse (como Auerbach) camponês de nascimento, mas pertencia às classes cultas, de modo que reproduz o que viu e aprendeu, e não o que ele próprio experimentou pessoalmente. O livro foi um grande sucesso, pois era uma imagem da vida real, e não de aldeões fantasiosamente enfeitados com fitas do século XVIII.  Daí em diante, Bitzius foi um escritor prolífico e, nos últimos 18 anos de sua vida, tornou-se um dos romancistas importantes não apenas da Suíça, mas da língua alemã em geral.
Sua obra mais conhecida é, sem dúvida, o curta-metragem The Black Spider (Die schwarze Spinne), um conto semi-alegórico da peste na forma do monstro titular que devasta uma comunidade de vale suíço; primeiro como resultado de um pacto com o demônio nascido da necessidade e uma segunda vez devido à decadência moral que liberta novamente o monstro de sua prisão.
Entre seus contos posteriores estão Leiden und Freuden eines Schulmeisters (1838–1839), Uli der Knecht (A história de um trabalhador camponês pobre que se torna o proprietário de uma próspera fazenda; 1841), com sua continuação, Uli der Pächter (1849), Anne-Bäbi Jowäger (1843–1844), Käthi, die Großmutter (1846), Die Käserei in der Vehfreude (1850) e Erlebnisse eines Schuldenbauers (1853). Ele também publicou vários volumes de contos mais curtos.
Suas obras foram publicadas em 24 volumes em Berlim, entre 1856 e 1861, enquanto 10 volumes, fornecendo o texto original de cada história, foram publicados em Berna entre 1898 e 1900.